# Вало дела Лукания
Ва̀ло дела Лука̀ния (на италиански: Vallo della Lucania) е градче и община в Южна Италия, провинция Салерно, регион Кампания. Разположено е на 380 m надморска височина. Населението на общината е 8865 души (към 2010 г.).